# Blanca Estela Treviño
Blanca Estela Treviño García (1950-24 de julio de 2021) fue una profesora universitaria y crítica literaria mexicana, especialista en literatura autobiográfica y en literatura mexicana y española de los siglos XIX y XX.

## Trayectoria
Realizó sus estudios superiores en la Universidad Nacional Autónoma de México (UNAM), donde obtuvo los grados de Maestría y Doctorado en Letras. Posteriormente, cursó una especialidad en lengua y literatura española en el Instituto de Cooperación Iberoamericana en Madrid.
Más tarde, se desempeñó como profesora de tiempo completo en la Facultad de Filosofía y Letras de la UNAM, donde además ocupó la jefatura de la División de Estudios Profesionales entre 1998 y 2003. En 2009, fue invitada a ocupar la Cátedra Luis Cernuda de la Universidad de Sevilla como profesora invitada.
A lo largo de su carrera académica, publicó diversos ensayos, monografías y libros colectivos sobre la historia de la literatura mexicana, con especial detalle al fin de siglo decimonónico, dedicando varias páginas a autores como Manuel Payno, Ángel de Campo y Justo Sierra y a géneros como la crónica, la novela y el cuento. Similarmente, desarrolló una línea de investigación entorno la literatura mexicana del siglo XX de carácter autobiográfico y escrita por mujeres, en la que prestó particular atención a la obra de Margo Glantz.
Falleció el 24 de julio de 2021.

## Publicaciones selectas

### Libros
- Treviño, Blanca Estela, ed. (2016). Aproximaciones a la escritura autobiográfica: de la vida de los otros a la vida de los nuestros. Pública Crítica (8). México: Bonilla Artigas, Universidad Nacional Autónoma de México. ISBN 9786078450541.
- Treviño, Blanca Estela (2015). De la vida como metáfora a la vida como ensayo. México: Universidad Nacional Autónoma de México. ISBN 9786070273155.
- Treviño, Blanca Estela; Adame González, Dulce María; Pérez Pavón, Alfredo, eds. (2013). El cuento mexicano en el siglo XIX. Naucalpan de Juárez: Editorial Esfinge. ISBN 9786071005021.
- Treviño, Blanca Estela (2010). La vida en México, 1812-1910 : noticias, crónicas y consideraciones varias del acontecer en el la ciudad de México. México: Instituto Nacional de Bellas Artes. ISBN 9786077622987.
- Treviño, Blanca Estela (2010). La vida en México, 1849-1909 : noticias , crónicas y consideraciones varias del acontecer en el país. México: Instituto Nacional de Bellas Artes. ISBN 9786077622987.